# Koleczkowo
Koleczkowo (dodatkowa nazwa w j. kaszub. Kòleczkòwò) – wieś kaszubska w Polsce, położona w województwie pomorskim, w powiecie wejherowskim, w gminie Szemud na obrzeżach Trójmiejskiego Parku Krajobrazowego przy drodze wojewódzkiej 218 i w pasie Wzgórz Chwaszczyńskich i nad Zagórską Strugą. W skład sołectwa wchodzą również: Bieszkówk, Koleczkowski Młyn, Marchowo, Mazurnia i Sarnia Góra. Znajduje się tu pomnik poświęcony żołnierzom ruchu oporu z Gryfa Pomorskiego.
Wieś królewska w powiecie gdańskim województwa pomorskiego w II połowie XVI wieku. W latach 1954–1961 wieś należała i była siedzibą władz gromady Koleczkowo, po jej zniesieniu do 1972 r. w gromadzie Kielno. W latach 1975–1998 miejscowość administracyjnie należała do województwa gdańskiego. Wieś położona blisko Gdyni. Jeden z większych ośrodków jeździeckich w okolicach Trójmiasta. Szybko rozbudowująca się miejscowość, licznie odwiedzana przez turystów przyjeżdżających nad miejscowe jeziora. Połączenie z Gdynią umożliwiają autobusy komunikacji miejskiej (linia nr "191" oraz nr "639").
Parafia pw. św. Szymona z Lipnicy w Koleczkowie powstała 19 sierpnia 2007 roku. Mszę św. erekcyjną z wprowadzeniem księdza proboszcza odprawił ówczesny metropolita gdański abp Tadeusz Gocłowski. Proboszczem jest ks. mgr Roman Naleziński. Parafia należy do dekanatu Kielno, archidiecezji gdańskiej. Obecnie trwają budowy nowego budynku kościelnego, tuż obok kaplicy. Przy kościele jest także cmentarz parafialny.
W Koleczkowie stoi pomnik upamiętniający bohaterską obronę bunkra, którego rekonstrukcja znajduje się obok szkoły.

## Integralne części wsi
| SIMC    | Nazwa             | Rodzaj    |
| ------- | ----------------- | --------- |
| 0175314 | Bieszkówko        | część wsi |
| 1015558 | Koleczkowski Młyn | część wsi |
| 0175320 | Marchowo          | część wsi |
| 1015624 | Mazurnia          | część wsi |
| 1015771 | Sarnia Góra       | część wsi |

## Historia
Odkryte w południowej części sołectwa groby skrzynkowe z okresu kultury łużyckiej potwierdzają fakt, że ludzie osiedlili się tu co najmniej w pierwszym tysiącleciu p.n.e.
Nazwa wsi pojawia się w dokumentach z przełomu XIV i XV wieku - pod datą 1399 jako COLICZKOW, w 1415 jako KOLLACZTCZKOW, 1547 KOLECZKOWICE. W źródłach polskich począwszy od XVII wieku pojawia się dzisiejsza nazwa KOLECZKOWO. Podczas zaboru pruskiego wieś nosiła nazwę niemiecką Kolletzkau. Podczas okupacji niemieckiej w 1942 nazwa Kolletzkau została przez nazistowskich propagandystów niemieckich (w ramach szerokiej akcji odkaszubiania i odpolszczania nazw niemieckiego lebensraumu) zweryfikowana jako zbyt kaszubska i przemianowana na nowo wymyśloną i bardziej niemiecką – Kollendorf.
Koleczkowo prawdopodobnie od 1340 roku było osadą dzierżawczą na prawie niemieckim. W trzynastym stuleciu, podobnie do wielu innych ziem pomorskich, było zajęte przez Krzyżaków. W 1773 roku, w wyniku zmian administracyjnych, przydzielono do powołanej gminy Koleczkowo dotychczasowo samodzielną wieś Bieszkówko, która w wyniku tego wydarzenia spadła do rzędu dzielnicy Koleczkowa.
Z chwilą powołania 29 lutego 1928 powiatu morskiego Gmina Koleczkowo złączyła się z Gminą Kielno tworząc jedną Gminę Kielną, zarządzaną przez wójtów z Koleczkowa. Już w tym czasie Koleczkowo liczyło 653 mieszkańców, będąc bardzo znaczącą miejscowością w okolicy i mimo kryzysu gospodarczego w latach 1929–1933, Koleczkowo rozwijało się dość pomyślnie. Był to niewątpliwie wpływ Gdyni, wioski rybackiej przekształcającej się szybko w miasto portowe, kiedy to Koleczkowo było głównym ośrodkiem zaplecza budowy miasta Gdyni.

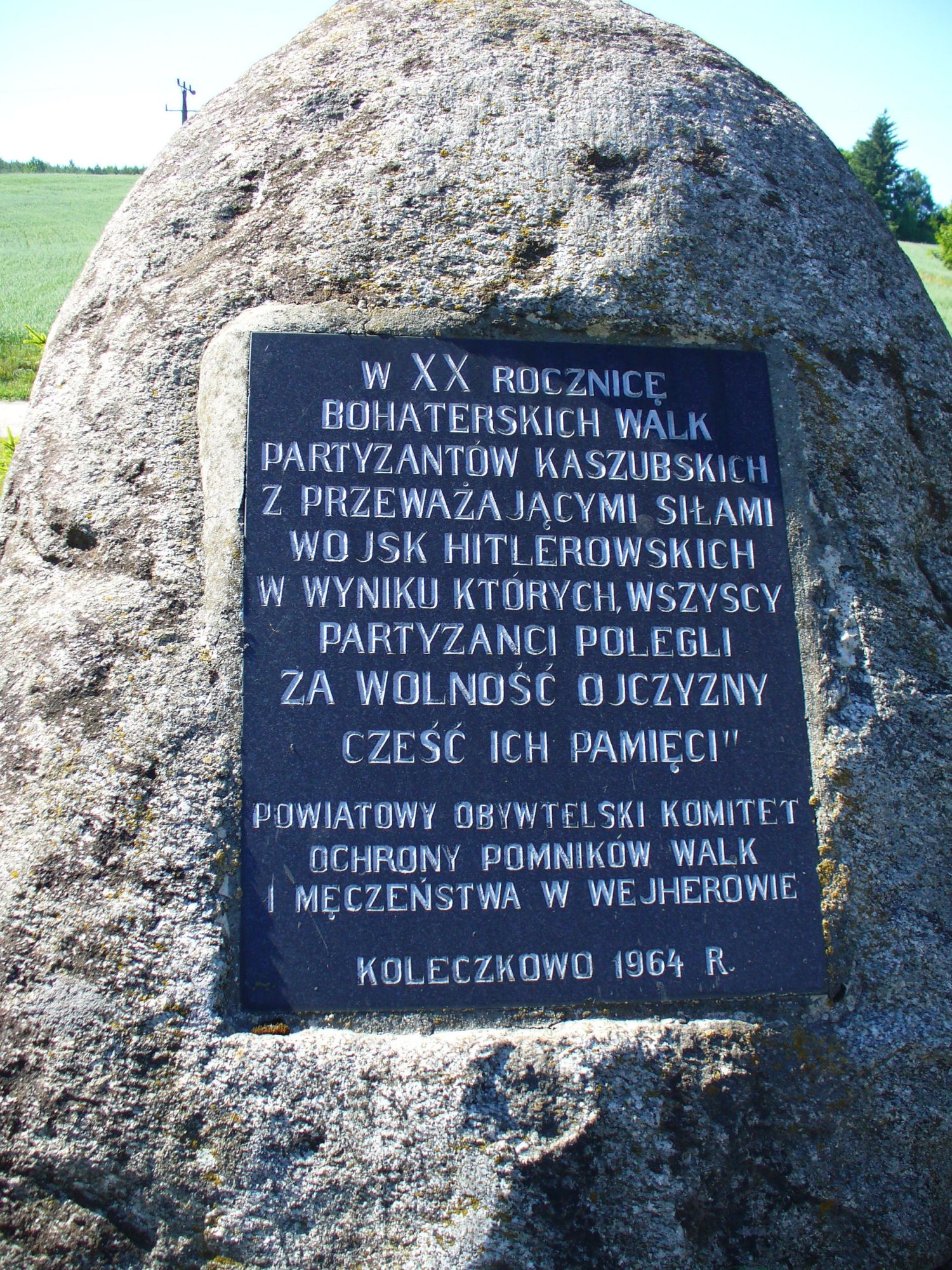
Pomnik w Koleczkowie

Dnia 27 września 1964 odsłonięto tablicę pamiątkową ku czci 11 żołnierzy ruchu oporu z Gryfa Pomorskiego poległych w całodziennej walce w lesie pod Koleczkowem (Głodówko, Piekiełko) z czterema kompaniami żandarmów niemieckich z Wejherowa i Kartuz. Podziały po 1973 roku przyczyniły się do tego, że Koleczkowo stało się peryferyjną wsią gminy Szemud, co nie zmieniło się do dziś.
Regionalny zespół pieśni i tańca został założony przez F. Majkowskiego w 1973 roku. Jest to zespół wielopokoleniowy, jego członkami są mieszkańcy Koleczkowa i okolic. Używa oryginalnych Kaszubskich strojów i instrumentów. Koncertuje na różnego rodzaju imprezach w gminie, państwie i poza jego granicami (Francja, Niemcy, Ukraina, Dania, Litwa, Rosja...) Posiadacz wielu prestiżowych nagród. Nagrał 2 kasety magnetofonowe i 2 płyty.
Obecnie Koleczkowo liczy ok. 2600 mieszkańców i należy, wraz z Bojanem, do najszybciej rozwijających się miejscowości gminy Szemud. Zachodzą tu procesy charakterystyczne dla terenów podmiejskich, na przykład coraz więcej gospodarstw rolnych ulega likwidacji. Obecnie w Koleczkowie niemal nie ma gospodarstw, zauważamy jednak stopniową urbanizację miejscowości poprzez m.in. budowę domostw jednorodzinnych, działalność wielu firm oraz sklepów, restauracji, wpływ turystyczny hotelu Bardo, gospodarstwa agroturystyczne, a także powstającą parafię.
Historia szkoły
W XVIII wieku rozpoczęło się nauczanie dzieci w Koleczkowie w prywatnych domach. W 1887 roku do Szkoły ludowej w Koleczkowie uczęszczało 130 uczniów. Nauczycielem w tym czasie był Antoni Miloch. Przy ul. Wejherowskiej wybudowano budynek szkolny, w którego skład wchodził parter i piętro, wraz z mieszkaniami służbowymi dla nauczycieli. W dniu 27 września 1957 r. Koleczkowo było świadkiem podniosłej uroczystości odsłonięcia obelisku ku czci Partyzantów Kaszubskich, wtedy też nadano imię patronujące szkole w Koleczkowie im. Partyzantów Kaszubskich. W 1970 roku wybudowano przy szkole pawilon do celów dydaktycznych, a wtenczas szkoła była pełną ośmioklasową placówką, do której uczęszczało 110 uczniów. W pawilonie na holu powstało malowidło przedstawiające bój partyzantów nad Ślęzą. W tym czasie zlokalizowano też przystanek autobusowy przy szkole, ponieważ do szkoły w Koleczkowie uczęszczały cały czas dzieci z Bojana.
W roku 1999 po reformie oświaty szkoła zmniejszyła się do 6 klas, a uczniowie z Bojana rozpoczęli naukę w szkole w Bojanie. Szkoła w Koleczkowie pozostała w niezmienionym miejscu i budynku, który z roku na rok coraz mniej wystarcza uczniom ze strony jak i dydaktycznych, tak i potrzeby rozbudowy, by osiedlające się rodziny mogły swoje dzieci posyłać do miejscowej szkoły. Wreszcie w 2010 roku rozpoczęła się budowa nowego obiektu szkolnego, który jest połączony z poprzednim, co razem daje dużą szkołę dla miejscowych uczniów, którzy w jej progach mogą się uczyć od roku szkolnego 2010/2011.

## Zabytki
- Chałupy gburskie z XIX wieku
- Młyn w Koleczkowskim Młynie
- Bunkier
- Obelisk

## Osoby związane z Koleczkowem
- Alfred Loeper
- Zofia Dziewiszek-Andrychowska